# Anthophora candidifrons
Anthophora candidifrons är en biart som beskrevs av Cockerell 1946. Anthophora candidifrons ingår i släktet pälsbin, och familjen långtungebin. Inga underarter finns listade i Catalogue of Life.